# Isoctenus foliifer
Isoctenus foliifer là một loài nhện trong họ Ctenidae.
Loài này thuộc chi Isoctenus. Isoctenus foliifer được Philip Bertkau miêu tả năm 1880.